# Michelle Velzeboer
Michelle Velzeboer (* 9. März 2003) ist eine niederländische Shorttrackerin.

## Werdegang
Velzeboer begann im Alter von sechs Jahren mit dem Shorttrack und trat international erstmals bei den Olympischen Jugend-Winterspielen 2020 in Lausanne in Erscheinung, wobei sie jeweils den siebten Platz mit der Staffel sowie über 1000 m errang und über 500 m die Silbermedaille gewinnen konnte. Bei den Juniorenweltmeisterschaften 2022 in Danzig holte sie die Bronzemedaille über 500 m und die Silbermedaille mit der Staffel. Zudem lief sie dort jeweils auf den 19. Platz über 1000 m und 1500 m. Zu Beginn der Saison 2022/23 startete sie in Montreal erstmals im Shorttrack-Weltcup, wobei sie den achten Platz über 1000 m errang und mit der Staffel ihren ersten Weltcupsieg holen konnte. Im weiteren Saisonverlauf wurde sie in Almaty mit der Staffel sowie über 500 m jeweils Zweite und bei den Europameisterschaften 2023 in Danzig Europameisterin mit der Staffel. Auch beim Saisonhöhepunkt, den Weltmeisterschaften 2023 in Seoul, holte sie die Goldmedaille mit der Staffel. Zudem kam sie dort auf den 15. Platz über 1500 m. Nach Platz drei mit der Staffel in Montreal zu Beginn der Saison 2023/24, siegte sie dreimal mit der Staffel und erreichte mit fünf Top-Zehn-Platzierungen den fünften Platz im Weltcup über 500 m. Bei den Weltmeisterschaften 2024 in Rotterdam gewann sie erneut die Goldmedaille mit der Staffel und belegte den 21. Platz über 1000 m sowie den 20. Rang über 1500 m.
Ihr Vater Mark, ihre Tanten Simone und Monique sowie ihre Schwester Xandra sind bzw. waren auf internationalem Niveau in diesem Sport aktiv.

## Persönliche Bestzeiten
| Distanz | Zeit         | Datum             | Ort            |
| ------- | ------------ | ----------------- | -------------- |
| 500 m   | 42,771 s     | 6. November 2022  | Salt Lake City |
| 1000 m  | 1:29,374 min | 21. Oktober 2023  | Montreal       |
| 1500 m  | 2:22,533 min | 16. Dezember 2022 | Almaty         |

## Erfolge

### Weltmeisterschaften
- 2023 Seoul: 1. Platz Staffel, 15. Platz 1500 m
- 2024 Rotterdam: 1. Platz Staffel, 20. Platz 1500 m, 21. Platz 1000 m
- 2025 Peking: 3. Platz Staffel, 4. Platz Mixed-Staffel, 16. Platz 500 m, 18. Platz 1000 m

### Europameisterschaften
- 2023 Danzig: 1. Platz Staffel
- 2025 Dresden: 2. Platz Mixed-Staffel, 3. Platz Staffel, 4. Platz 500 m, 4. Platz 1500 m, 7. Platz 1000 m

### Platzierungen im Weltcup

#### Weltcupsiege im Team
| Nr. | Datum             | Ort        |
| --- | ----------------- | ---------- |
| 1.  | 30. Oktober 2022  | Montreal 1 |
| 2.  | 29. Oktober 2023  | Montreal 2 |
| 3.  | 10. Dezember 2023 | Peking 2   |
| 4.  | 18. Februar 2024  | Danzig 1   |
| 5.  | 27. Oktober 2024  | Montreal 3 |
| 6.  | 8. Februar 2025   | Tilburg 4  |
| 7.  | 9. Februar 2025   | Tilburg 5  |
| 8.  | 15. Februar 2025  | Mailand 4  |
| 9.  | 16. Februar 2025  | Mailand 5  |

#### Weltcup-Gesamtplatzierungen
| Saison  | Gesamt | Gesamt | 500 m  | 500 m | 1000 m | 1000 m | 1500 m | 1500 m |
| Saison  | Punkte | Platz  | Punkte | Platz | Punkte | Platz  | Punkte | Platz  |
| ------- | ------ | ------ | ------ | ----- | ------ | ------ | ------ | ------ |
| 2022/23 | 384    | 16.    | 164    | 13.   | 126    | 15.    | 94     | 18.    |
| 2023/24 | 469    | 12.    | 279    | 5.    | 156    | 15.    | 34     | 30.    |
| 2024/25 | 466    | 11.    | 242    | 5.    | 166    | 10.    | 24     | 29.    |